# Oliver Blake
Pour les articles homonymes, voir Blake.
Oliver Prickett — né le 4 avril 1905 à Centralia (Illinois) et mort le 12 février 1992 à Los Angeles (Californie) — est un acteur américain, connu sous le nom de scène d’Oliver Blake.

## Biographie
Au cinéma, comme second rôle de caractère ou dans des petits rôles non crédités, Oliver Blake contribue à quatre-vingt-dix-huit films américains, les quatre premiers sortis en 1941 (dont Rendez-vous avec la mort de W. S. Van Dyke, avec William Powell et Myrna Loy).
Par la suite, mentionnons Le Fils du pendu de Frank Borzage (1948, avec Dane Clark et Gail Russell), Mon grand de Robert Wise (1953, avec Jane Wyman et Sterling Hayden), La Toile d'araignée de Vincente Minnelli (1955, avec Richard Widmark et Lauren Bacall), ou encore La Cible parfaite de Jacques Tourneur (1958, avec Dana Andrews et Dick Foran).
Son dernier film est Un numéro du tonnerre du même Vincente Minnelli (avec Judy Holliday et Dean Martin), sorti en 1960, après quoi il se retire.
À la télévision, il apparaît dans quatorze séries entre 1950 et 1959, dont Lassie (un épisode, 1956), Rintintin (deux épisodes, 1958-1959) et Zorro (un épisode, 1959).
Il collabore aussi au téléfilm de Bretaigne Windust Le Joueur de flûte de Hamelin (en) (avec Van Johnson et Claude Rains), diffusé en 1957.
Enfin, au théâtre, il joue une fois à Broadway (New York) en 1949, dans la pièce de Jack Kirkland (en) Mr. Adam, avec Frank Albertson et Elisabeth Fraser.

## Filmographie partielle

### Cinéma
- 1941 : L'Ombre de l'Introuvable (Shadow of the Thin Man) de W. S. Van Dyke : Fenster, l'avocat de Stephens
- 1941 : Souvenirs (H.M. Pulham, Esq.) de King Vidor : Ellsmere, l'artiste
- 1941 : Évitons le scandale ! (Design for Scandal) de Norman Taurog : l'agent immobilier
- 1942 : Cinquième Colonne (Saboteur) d'Alfred Hitchcock : le shérif-adjoint chauffeur
- 1942 : Ma femme est un ange (I Married an Angel) de W. S. Van Dyke : M. Adolph Gherkin
- 1942 : Casablanca de Michael Curtiz : un serveur du Perroquet Bleu
- 1942 : Quelque part en France (Reunion in France) de Jules Dassin : Hypolite
- 1943 : Mission à Moscou (Mission in Moscow) de Michael Curtiz : Heckler
- 1943 : Rosie l'endiablée (Sweet Rosie O'Grady) d'Irving Cummings : White, l'artiste
- 1944 : Les Aventures de Mark Twain (The Adventures of Mark Twain) d'Irving Rapper : un mineur
- 1944 : Vacances de Noël (Christmas Holiday) de Robert Siodmak : l'avocat de la défense
- 1945 : La mort n'était pas au rendez-vous (Conflict) de Curtis Bernhardt : le premier prêteur
- 1945 : Rhapsodie en bleu (Rhapsody in Blue) de Irving Rapper : un peintre
- 1945 : L'introuvable rentre chez lui (The Thin Man Goes Home) de Richard Thorpe : un journaliste
- 1946 : Le Droit d'aimer (My Reputation) de Curtis Bernhardt : Dave
- 1946 : Wake Up and Dream de Lloyd Bacon : M. Agrippa
- 1947 : Le Charlatan (Nightmare Alley) d'Edmund Goulding : Hobo
- 1947 : Ginger d'Oliver Drake : Joseph Nash
- 1947 : La Griffe du passé (Out of the Past) de Jacques Tourneur : Tillotson, l'employé de nuit
- 1948 : Arc de triomphe (Arch of Triumph) de Lewis Milestone : Albert
- 1948 : Le Pirate (The Pirate) de Vincente Minnelli : le boulanger
- 1948 : La Proie (Cry of the City) de Robert Siodmak : M. Masselli
- 1948 : Le Fils du pendu (Moonrise) de Frank Borzage : Ed Conlon
- 1949 : Secret de femme (A Woman's Secret) de Nicholas Ray : M. Pierson
- 1949 : La Fille du désert (Colorado Territory) de Raoul Walsh : un agent de la Wells Fargo
- 1950 : Le Père de la mariée (Father of the Bride) de Vincente Minnelli : un invité aux fiançailles
- 1951 : Rhubarb, le chat millionnaire (Rhubarb) d'Arthur Lubin : le cadavre de Jones
- 1951 : Feu sur le gang (Come Fill the Cup) de Gordon Douglas : Al, le barman du Blue Pencil
- 1952 : Cette sacrée famille (Room for One More) de Norman Taurog : M. Tatum
- 1952 : La Belle de New York (The Belle of New York) de Charles Walters : M. Currier
- 1952 : Le Fils de visage pâle (Son of Paleface) de Frank Tashlin : l'employé du télégraphe
- 1952 : La Maîtresse de fer (The Iron Mistress) de Gordon Douglas : un aubergiste
- 1952 : Le Cabotin et son compère (The Stooge) de Norman Taurog : un directeur de théâtre
- 1953 : Jules César (Julius Caesar) de Joseph L. Mankiewicz : un citoyen de Rome
- 1953 : Mon grand (So Big) de Robert Wise : Adam Ooms
- 1953 : Houdini le grand magicien (Houdini) de George Marshall : l'aboyeur de Coney Island
- 1954 : Brigadoon de Vincente Minnelli : Frank, le barman
- 1954 : La Grande Nuit de Casanova (Casanova's Big Night) de Norman Z. McLeod : Amadeo
- 1954 : La Roulotte du plaisir (The Long, Long Trailer) de Vincente Minnelli : M. Ludlow
- 1954 : L'Aigle solitaire (Drum Beat) de Delmer Daves : un prêtre
- 1955 : La Toile d'araignée (The Cobweb) de Vincente Minnelli : Curly
- 1955 : Les Contrebandiers de Moonfleet (Moonfleet) de Fritz Lang : M. Crispin, un invité de Jeremy
- 1957 : L'Arbre de vie (The Raintree County) d'Edward Dmytryk : Jake, le barman
- 1958 : La Cible parfaite (The Fearmakers) de Jacques Tourneur : Dr Gregory Jessup
- 1959 : Ne tirez pas sur le bandit (Alias Jesse James) de Norman Z. McLeod : Mortimer Hopelaw
- 1960 : Un numéro du tonnerre (Bells Are Ringing) de Vincente Minnelli : Ludwig Smiley

### Télévision
(séries, sauf mention contraire)
- 1956 : Lassie

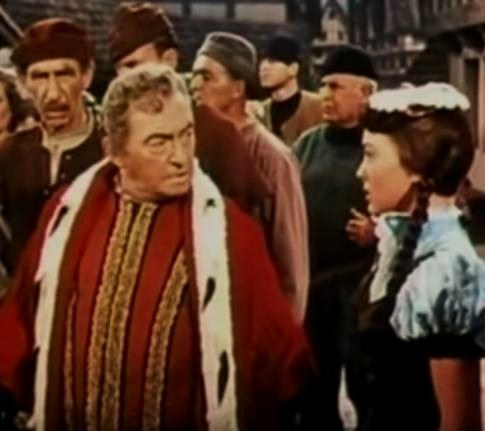
De g. à d. : Oliver Blake, Claude Rains et Lori Nelson, dans Le Joueur de flûte de Hamelin (1957)

  - Saison 2, épisode 18 The Dog Catcher de Lesley Selander : Joe Hofsteader
- 1957 : Maverick
  - Saison 1, épisode 7 Relic of Fort Tejon de Leslie H. Martinson : Brimmer
- 1957 : Le Joueur de flûte de Hamelin (The Pied Piper of Hamelin), téléfilm de Bretaigne Windust : le meneur des citoyens
- 1958-1959 : Rintintin (The Adventures of Rin Tin Tin)
  - Saison 4, épisode 24 Wing-Wagon McClanahan (1958) de William Beaudine : Seth Pillajohn
  - Saison 5, épisode 22 Pillajohn's Progress (1959) de William Beaudine : Seth Pillajohn
- 1959 : Zorro
  - Saison 2, épisode 38 Señor Chinois (Señor China Boy) de Charles Lamont : Tomas Gregorio

## Théâtre à Broadway
- 1949 : Mr. Adam de (et mise en scène par) Jack Kirkland : Obadiah Latch